# شانكي باندي
شانكي باندي هو عارض وممثل هندي، ولد في 26 سبتمبر 1962 بمومباي في الهند.

## أعمال

### أفلام
- (2010) هيللو دارلينغ
- (2017) بيجوم جان
- (1994) إنسانيات

## وصلات خارجية
- شانكي باندي على موقع IMDb (الإنجليزية)
- شانكي باندي على موقع قاعدة بيانات الفيلم (الإنجليزية)
- شانكي باندي على موقع كينوبويسك (الروسية)